# Lambertz Open by STAWAG 1996
Il Lambertz Open by STAWAG 1996 è stato un torneo di tennis facente parte della categoria ATP Challenger Series nell'ambito dell'ATP Challenger Series 1996. Il torneo si è giocato a Aquisgrana in Germania dal 28 ottobre al 3 novembre 1996 su campi in sintetico indoor.

## Vincitori

### Singolare
Aleksandr Volkov ha battuto in finale  David Prinosil con il punteggio di 6–3, 7–6

### Doppio
Robbie Koenig /  Oleg Ogorodov hanno battuto in finale  Dave Randall /  Chris Woodruff con il punteggio di 6–4, 3–6, 6–3